# ویتین
ویتین (به لاتین: Vitín) یک منطقهٔ مسکونی در جمهوری چک است که در شهرستان چسکه بودیوویتسه واقع شده‌است. ویتین ۷٫۶۲ کیلومتر مربع مساحت و ۳۴۸ نفر جمعیت دارد و ۵۰۳ متر بالاتر از سطح دریا واقع شده‌است.